# Terry Cummings
Robert Terrell "Terry" Cummings (ur. 15 marca 1961 w Chicago, Illinois) – amerykański koszykarz. Przez 18 sezonów grał w NBA na pozycji silnego skrzydłowego oraz okazjonalnie na pozycji centra. Jest także duchownym kościoła zielonoświątkowego.
Cummings studiował na DePaul University, gdzie w latach 1979–1982 grał w drużynie uczelnianej DePaul Blue Demons. W drafcie NBA 1982 został wybrany z drugim numerem przez San Diego Clippers. W swoim debiutanckim sezonie 1982/83 zdobywał średnio 23,7 punktu i 10,4 zbiórek na mecz. Przyczyniło się to do zdobycia nagrody NBA Rookie of the Year Award. Po kolejnym sezonie Cummings został wytransferowany do Milwaukee Bucks, gdzie cztery z pięciu sezonów, które tam spędził, zakończył ze średnią powyżej 20 punktów i 8 zbiórek na mecz. W czasie gry w tym klubie został dwukrotnie wybrany do NBA All-Star Game (sezony 1984/85 i 1988/89). Później przeniósł się do San Antonio Spurs i tam grał przez 6 lat.
W lecie 1992 Cummings nabawił się kontuzji kolana. Musiał pauzować, a po powrocie był rezerwowym. Po kontuzji przewijał się przez różne kluby, ale nigdzie nie zagrzał miejsca na dłużej. Jego kolejnymi drużynami były Seattle SuperSonics, New York Knicks, Philadelphia 76ers i Golden State Warriors, gdzie zakończył karierę po sezonie 1999/2000.
Podczas 18 sezonów kariery w NBA, Cummings zdobył 19 460 punktów; udało mu się zaliczyć 8630 zbiórek (3183 ofensywnych, 5447 defensywnych). Średnio uzyskiwał 16,4 punktu i 7,3 zbiórki na mecz. W 1183 rozegranych meczach przebywał 33 898 minut na boisku.

## Osiągnięcia
NCAA
- Wybrany do All-American First Team (1982)[9]

NBA
- 2-krotny uczestnik NBA All-Star Game (1985, 1989)[10]
- Wybrany do All-NBA Second Team (1985)[11]
- Wybrany do All-NBA Third Team (1988)[11]
- Debiutant roku NBA (1983)[12]
- Wybrany do NBA All-Rookie Team (1983)[13]
- Zawodnik miesiąca NBA (styczeń 1985)[14]
- 2–krotny zawodnik tygodnia NBA (23.12.1984, 24.12.1989)[15]
- 4-krotny debiutant miesiąca NBA (listopad 1982, styczeń-marzec 1983)[16]